# Bampton Lectures
Bampton Lectures är föreläsningar i teologiska och kyrkliga frågor, som sedan 1780 (1780-1894 årligen, därefter vartannat år) hålls vid Oxford University.
Serien har fått sitt namn efter John Bampton (1690-1751) som gjorde en donation för ändamålet. Föreläsningarna finns tryckta. Bland föreläsarna märks Charles Gore (1891) och William Inge (1899). Bamptonföreläsningarna utgör en motsvarighet till de svenska Olaus Petriföreläsningarna.